# Весёлый Угол
Весёлый У́гол (бел. Вясёлы Ву́гал) — деревня в составе Станьковского сельсовета Дзержинского района Минской области. Находится в 13-и километрах от Дзержинска, 52-х километрах от Минска, в 8-и километрах от железнодорожной станции станции Негорелое.

## История
Известна с конца XVIII века, как деревня в Минском повете Минского воеводства Великого княжества Литовского. После 2-го раздела Речи Посполитой в составе Российской империи.
В 1800 году в деревне 26 дворов, 130 жителей, принадлежала князю Доминику Радзивиллу в составе Станьковской волости. В 1858 году — владение казны, в составе Полоневичской сельской общины, проживал 51 житель мужского пола. В 1897 году — 21 двор, 125 жителей, работал хлебозапасный магазин, входила в Койдановскую волость Минского уезда. С 1911 года действовала земская школа. В 1917 году — 27 дворов, 156 жителей.
С 9 марта 1918 года в составе провозглашённой Белорусской Народной Республики, однако фактически находилась под контролем германской военной администрации. С 1 января 1919 года в составе Советской Социалистической Республики Белоруссия, а с 27 февраля того же года в составе Литовско-Белорусской ССР, летом 1919 года деревня была занята польскими войсками, после подписания рижского мира — в составе Белорусской ССР.
С 20 августа 1924 года в 1-м Нарейковском сельсовете (18 декабря 1925 года переименован в Ляховичский, с 25 июля 1931 по 23 августа 1937 года — национальный польский сельсовет) Койдановского района Минского округа. С 29 июля 1932 года Дзержинского района, с 31 июля 1937 года в Минском районе. С 20 февраля 1938 года в Минской области, с 4 февраля 1939 года в воссозданном Дзержинском районе. В деревне действовала начальная школа, где обучались 60 детей. В 1926 году было создано мелиоративное товарищество. В 1930-е организован колхоз «Весёлый Угол», работала механическая мастерская, и кузня, обслуживаемая Негорельским МТС.
В Великую Отечественную войну с 28 июня 1941 по 6 июля 1944 года находилась под немецко-фашистской оккупацией, на фронте погибли 9 жителей деревни.
В 1960 году проживал 131 житель, входила в состав колхоза «Беларусь» (центр — д. Гарбузы). В 1991 году — 22 двора, 52 жителя. В 2009 году в составе сельскохозяйственного ЗАО «Негорельское». 30 октября 2009 года деревня передана из ликвидированного Ляховичского в Станьковский сельсовет.

## Население
| Численность населения (по годам) | Численность населения (по годам) | Численность населения (по годам) | Численность населения (по годам) | Численность населения (по годам) | Численность населения (по годам) | Численность населения (по годам) |
| 1800                             | 1897                             | 1917                             | 1960                             | 1991                             | 2004                             | 2010                             |
| -------------------------------- | -------------------------------- | -------------------------------- | -------------------------------- | -------------------------------- | -------------------------------- | -------------------------------- |
| 130                              | ↘ 125                            | ↗ 156                            | ↘ 131                            | ↘ 52                             | ↘ 19                             | ↗ 20                             |
| 2017                             | 2018                             | 2020                             |                                  |                                  |                                  |                                  |
| ↘ 17                             | → 17                             | ↗ 20                             |                                  |                                  |                                  |                                  |